# ENAER T-35 Pillán
ENAER T-35 Pillán je čileanski vojni školski zrakoplov kojeg je proizvodila tamošnja avio industrija ENAER. Riječ je o avionu s turbopropelerskim motorom koji je namijenjen osnovnoj obuci pilota. Proizvodnja T-35 je trajala od 1984. do 1991. a u tom razdoblju je proizvedeno 154 zrakoplova. Međutim, proizvodnja je nastavljena u studenom 1998.

## Povijest
Krajem 1970-ih, čileanske zračne snage su započele studiju o zamjeni tadašnjeg osnovnog trenažnog aviona T-34 Mentor. Postojalo je nekoliko alternativa, međutim SAD je Čileu stavio embargo na prodaju vojne opreme zbog Pinochetovog vojnog udara 1973. godine. Zbog toga se započelo s razvojem civilnog zrakoplova čije su se komponente mogle uvoziti, s mogućnošću da se kasnije prilagodi potrebama zračnih snaga. Tako je američki Piper Aircraft razvio dva prototipa XBT i YBT. Prototip XBT je dostavljen domaćem ENAER-u tijekom siječnja 1982. te su iste godine proizvedena prva tri pretprodukcijska aviona. Sama serijska proizvodnja započela je u rujnu 1984.

## Tehničke karakteristike
Osim obuke pilota, avion se može koristiti i u ratne svrhe jer ispod krila ima dva pilona na koja se može montirati do 500 kg oružja. Avion pokreće šestcilindrični zrakom hlađeni motor Avco Lycoming IO-540-K1K5 snage 224 kW. Zrakoplov koristi propeler Hartzell HC-C3YR-4BFR brzine 2.700 obrtaja u min. Promjer samog propelera varira između 1,95 i 1,98 metara.
2018. godine objavljena je informacija da je ENAER nakon što je obavljena cjelovita tehnička analiza korisnog vijeka trajanja postojećih T-35 i komercijalnih zrakoplova, tvrtka krenula u projekt razvoja T-35 Pillán II, odnosno nove generacije trenažnih aviona. Nasljednik bi trebao imati noviji i jači motor te stakleni kokpit izgrađen od kompozitnih materijala. Također, istaknula se i potreba da se zrakoplov usporedi s moderniziranim brazilskim Super Tucanom dok ENAER procjenjuje proizvodnju od njih stotinu (od čega je 60 namijenjeno za izvoz). Bar jedan model ili prototip trebao bi se pojaviti na čileanskom air showu FIDAE 2020.

## Inačice
Postoje sljedeće inačice T-35:
- T-35A Aucan

Model s turbopropelerskim motorom namijenjen čileanskim zračnim snagama primarno za obuku pilota. Prvi let ovog modela je izveden u prosincu 1984.
- T-35B

Napredni dvosjed namijenjen instrumentalnoj obuci pilota.
- T-35C

Model namijenjen španjolskim zračnim snagama poznat i pod oznakom E.26 Tamiz. Zrakoplov je sastavljan u španjolskoj avio industriji EADS CASA a njegov prvotni let je izveden u svibnju 1986.
- T-35D

Meliorirana inačica namijenjena osnovnoj i instrumentalnoj obuci te za ratna zrakoplovstva Paname i Paragvaja.
- T-35DT

Model pokretan turbopropelerskim Allison 250-B17D motorom izlazne snage 313 kW. Njegova prvotna oznaka bila je T-35XT.
- T-35S

Aerobatski jednosjed koji je prvi puta poletio u ožujku 1988.
- T-35T Aucan

Nadograđena turbopropelerska inačica.
- Pillan 2000

Poboljšani model s produženim rasponom krila.

## Korisnici
- Čile: čileanske zračne snage[4] su model Aucan uvele u službu u kolovozu 1985. Tamošnje zračne snage su tijekom 2017. raspolagale s 19 T-35 trenera.[3]
- Dominikanska Republika[3][4]
- Ekvador:[3] ekvadorskoj ratnoj mornarici[4] su 2002. dostavljena četiri aviona.[5]
- Gvatemala[3][4]
- Panama:[3] panamska nacionalna zračna služba.[4]
- Paragvaj:[3] paragvajske zračne snage.[4]
- Salvador[3][4]
- Španjolska: španjolske zračne snage[4] su najveći korisnik ovog trenažnog aviona te su 2017. raspolagale s 35 primjeraka.[3] ENAER je španjolskoj avio industriji CASA dostavio avione u dijelovima te su se ondje sastavljali.[5] Treneri su kupljeni na temelju čileansko-španjolskog trgovinskog sporazuma prema kojem je Čile zauzvrat kupio od Španjolske napredne turbomlazne trenere C-101.[5]

## Tehničke karakteristike
Osnovne karakteristike
- posada: 2 (student i instruktor)
- dužina: 7,97 m
- raspon krila: 8,81 m
- površina krila: 13,64 m²
- visina: 2,34 m

Letne karakteristike
- najveća brzina: 311 km/h (193 mph, 168 čv.)
- ekonomska brzina: 266 km/h (165 mph, 144 čv.)
- dolet: 1.204 km (748 milja)
- brzina penjanja: 7,75 m/s
- najveća visina leta: 5.820 m
- motor: 1× Avco Lycoming AEIO-540-K1K5 turbopropelerski flat 6 motor

Naoružanje
- naoružanje: 2× pilona na koje se može montirati do 500 kg oružja.

## Vanjske poveznice
- Informacije o zrakoplovu na web stranicama proizvođača  Arhivirana inačica izvorne stranice od 29. listopada 2019. (Wayback Machine)